# Viterbo (província)
A província de Viterbo é uma província italiana da região do Lácio com cerca de 285 254 habitantes, densidade de 79 hab/km². Está dividida em 60 comunas, sendo a capital Viterbo.
Faz fronteira a noroeste com a Toscana (província de Grosseto e província de Siena), a nordeste a Úmbria (província de Terni), a este com a província de Rieti, a sul com a província de Roma e a oeste com o Mar Tirreno.